# Gheorghe Șincai
George sau Gheorghe Șincai (n. 28 februarie 1754, Râciu, Principatul Transilvaniei – d. 2 noiembrie 1816, Svinica, Košický kraj, Slovacia) a fost un istoric, filolog, traducător, teolog și scriitor român, reprezentant al Școlii Ardelene.

## Biografie

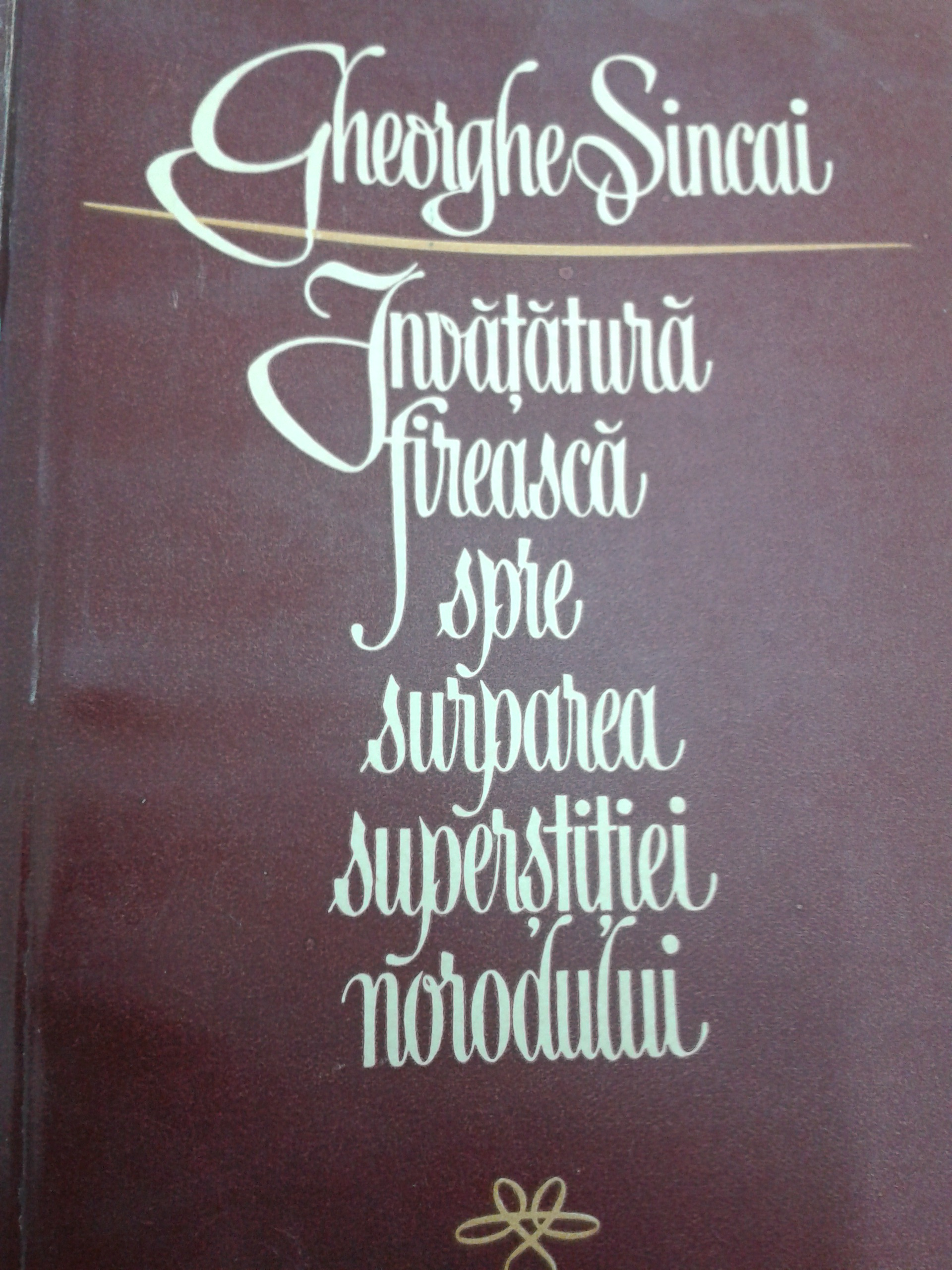
Gheorghe Șincai, Învățătură firească spre surparea superstiției norodului

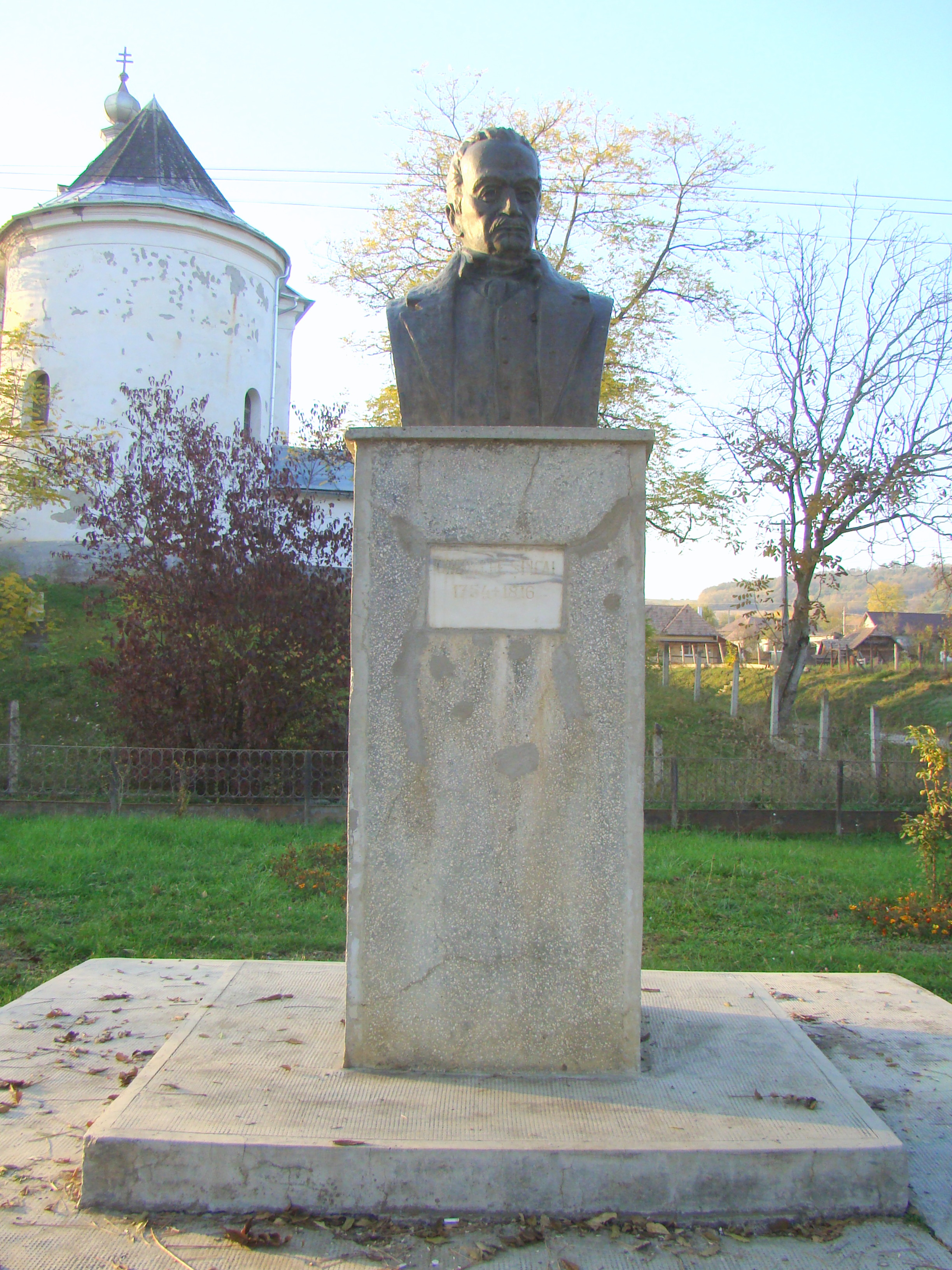
Bustul lui Gheorghe Șincai din localitatea care îi poartă numele

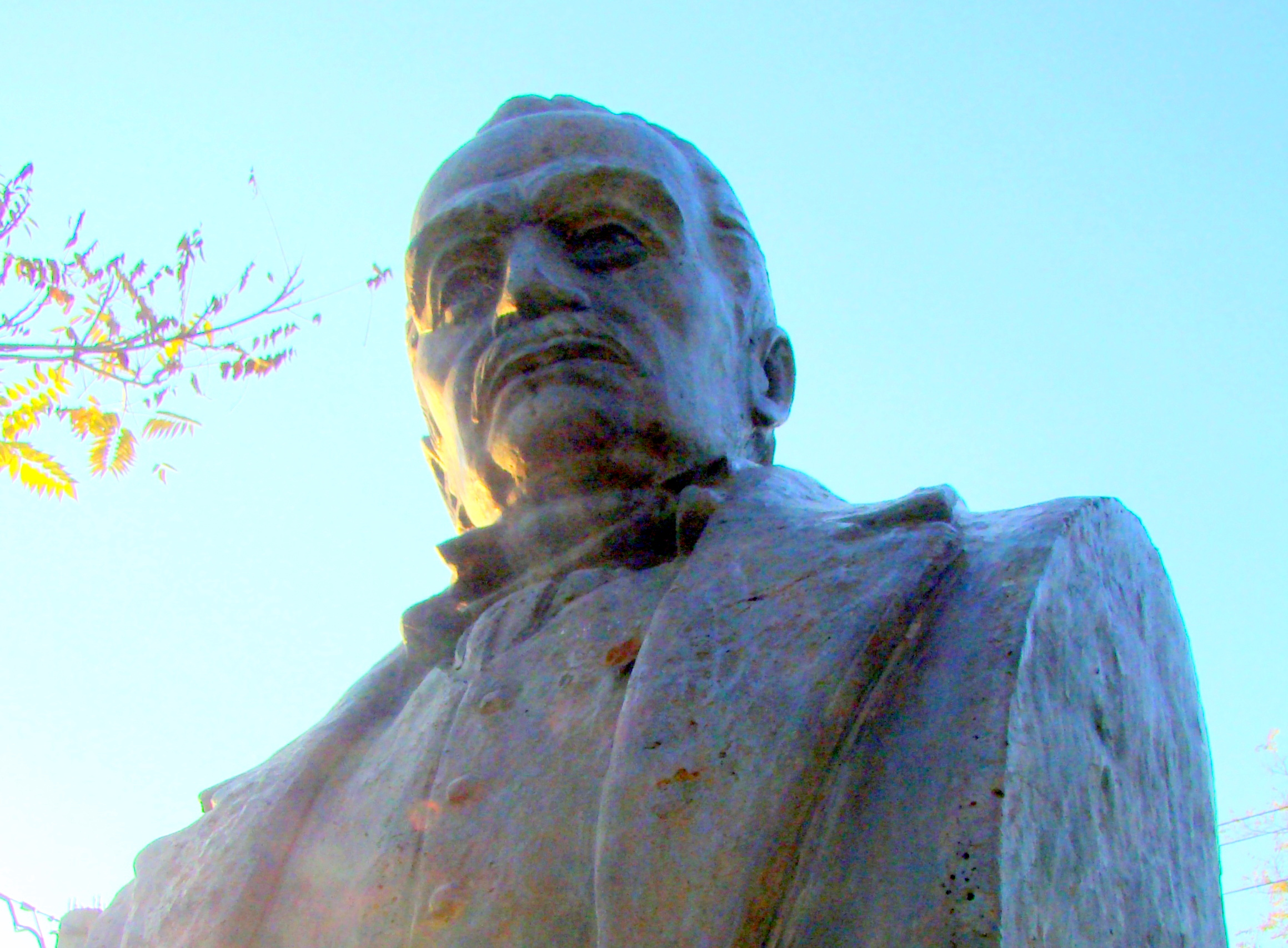
Bustul lui Gheorghe Șincai din localitatea care îi poartă numele

George (Gheorghe) Șincai s-a născut pe 27 februarie 1754, Râciu, Mureș. Familia Șincai se trăgea din satul Șinca Veche din Țara Făgărașului.
A studiat la Colegiul Reformat din Târgu Mureș, apoi la Cluj, Bistrița, Blaj, Viena și la Colegiul Urban Pontifical „De Propaganda Fide” de la Roma, în ultimele două orașe împreună cu Samuil Micu, nepotul episcopului Inocențiu Micu-Klein.
Ca director al învățământului greco-catolic din Transilvania a adus o contribuție fundamentală în acțiunea de răspândire a culturii în mediul rural. A elaborat alături de Samuil Micu prima gramatică tipărită a limbii române: Elementa linguae daco-romanae sive valachicae (Viena, 1780). 
A fost poliglot, însușindu-și pe lângă limba română, latina, maghiara, germana, greaca veche, italiana și franceza. Informația și cultura i-au permis ocuparea funcției de bibliotecar al Colegiului de Propaganda Fide din Roma, având permisiunea de a cerceta orice fel de documente. În Italia, precum și în Ungaria și la Viena, pe atunci capitala Sfântului Imperiu Roman, a cercetat bibliotecile, copiind și transcriind cu exactitate orice referire la istoria românilor. 
A depus o muncă asiduă de luminare a maselor, dedicându-se carierei didactice și contribuind la întemeierea unui număr impresionant de școli confesionale greco-catolice (în număr de peste 300). În anul 1784 a fost numit director general al școlilor românești unite din întreaga Transilvanie, propus de episcopul Grigore Maior. 
În scopuri didactice, a tradus și a elaborat manualele fundamentale: Abecedarul, Gramatica, Aritmetica și Catehismul, adaptând sau creând terminologia necesară înțelegerii acestora de către elevi. 
Cartea Volksnaturlehre zur Dämpfung des Aberglaubens scrisă în spirit iluminist de superintendentul Johann Heinrich Helmuth (1732-1813) a fost sursa de inspirație a lui Șincai (1754-1816) pentru lucrarea Învățătură firească spre surparea superstiției norodului.

### Conflictul cu episcopul Ioan Bob
Numirea episcopului Ioan Bob în anul 1782 a fost primită cu ostilitate de obștea monahală basiliană de la Blaj, din care făcea parte și Gheorge Șincai.  În anul 1784 Șincai și-a dat demisia din Mănăstirea Buna Vestire de la Blaj și s-a mutat într-o locuință particulară. În septembrie 1790 protestul față de episcopul Bob s-a concretizat într-un memoriu adresat guvernului Transilvaniei, prin care episcopului i-a fost reproșat nepotismul și corupția. Principalul autor al plângerii a fost Ioan Para, vicarul Năsăudului, iar Gheorghe Șincai a contribuit la întreținerea unei atmosfere potrivnice episcopului la Blaj. Șincai căzuse în patima alcoolului, motiv pentru care acțiunile sale erau lipsite de tact. În anul 1794 episcopul Bob s-a plâns guvernatorului Gheorghe Bánffy că Șincai se bate cu oamenii, nu efectuează inspecțiile școlare, iar dacă le efectuează, atunci se face de râsul elevilor fiind adesea sub influența alcoolului. Guvernatorul a trimis la Blaj o comisie de anchetă.
În data de 19 august 1794 episcopul Bob a cerut arestarea lui Șincai și destituirea sa din funcția de director școlar, după ce acesta declarase că „ori pier eu, ori piere episcopul”. Mai mult, la o lecție spusese elevilor că omul are dreptul să ucidă în legitimă apărare. În data de 24 august Gheorghe Șincai a fost arestat la Blaj împreună cu menajera sa și întemnițat la Aiud. Pe 13 septembrie 1794 guvernul Transilvaniei l-a destituit din funcția de director, din cauza exceselor dovedite cu prilejul anchetei din 15 iulie, când Șincai a spus în stare de ebrietate că el este capul conjurației.

### Sfârșitul vieții
În 1811 a publicat lucrarea istorică, scrisă sub forma analelor, intitulată amplu: Hronica românilor și a mai multor neamuri în cât au fost ele amestecate cu românii, cât lucrurile, întâmplările și faptele unora față de ale altora nu se pot scrie pre înțeles, din mai multe mii de autori, în cursul a treizeci și patru de ani culese.
Gheorghe Șincai s-a stins din viață la 2 noiembrie 1816. Decesul său a fost înregistrat în parohia greco-catolică slovacă din Keletsény (Zemplinský Klečenov), în prezent parte a localității Zemplínska Nová Ves.
Moartea sa lăsând în urmă numeroase scrieri, anale, tomuri , lucrări ce evidențiau stilul său iluminist și aspectele definitorii ale sale, un istoric, filolog, traducător, teolog și scriitor român, reprezentant al Școlii Ardelene.Și totodată punându-și amprenta în științe auxiliare ale istoriei precum filatelia și numismatica,prin faptul apariției acestuia pe monede ce aveau valoarea de 10 lei.De asemenea apărând pe timbre comemorative cu o valoare de 10 bani.

### Opera Lui GheorgheȘincai
Gheorghe Șincai a scris numeroase opere printre se pot număra următoarele opere scrise de către acestaː
27 De volume de documente fiind reprezentate sub forma unor tomuri, fiind păstrate în condiții bune.Dintre aceste tomuri lipsește unul dintre ele, acela fiind al XIV-lea(acesta spunându-se că a fost pierdut sau nenumerotat),tomul al XIX-lea din aceste tomuri cuprindea Viața lui Mihai, Principile Valahiei Transalpine, aceste tomuri fiind rolul cecetărilor acestuia, tomul al xx-lea, se numește Historia Principilor Țiarii Românești,numită de către acesta Istoria Bălăcenească. Volumul al XXVII-lea, ultimul din colecția sa, cuprinde un act din scurta perioadă de domnie a lui Mihai Viteazu În Ardeal intitulat: Duo Comitia Transilvanica celebrata sub Michaele Pricipe Transalpineae Valachiae.
Totodată, una dintre cele mai mari contribuții ale sale, cu ajutorul lui Samuil Micu, Petru Maior,Ioan Piuariu-Molnar, Iosif Meheși, Ioan Budai Deleanu, Ioan Para etc.a fost numită Supplex Libellus Valachorum Transsilvaniae (din latină,Petiția Valahilor din Transilvania) a fost ca un stindard  al efervescenței culturale prezente acelei perioade.
Cu ajutorul prietenului său Samuil Micu, acesta scris opera numită  Elementa linguae daco-romanae sive valachicae (Viena, 1780).
Totodată, acesta a tradus și a contribuit la elaborarea unor lucrări precum: Abecedarul, Gramatica, Aritmetica și Catehismul făcându-le mai ușor de înțeles de către elevi.Tomurile sale cuprind izvoare notate și traduse de către acesta.
O altă operă a sa ,intitulată Elegie,își exprimă cu o notă de exaltare perioada petrecută în Viena, elogiind experiența sa din capitalia Imperiului Austriac.
Principala lui inspirație în operele sale este iluminismul, una dintre acestea folosind aspectele iluminismului German, opera numindu-se Învățătură firească spre surparea superstiției norodului.
Acesta pe finalul vieții publică în 1811 lucrarea istorică intitulată: Hronica românilor și a mai multor neamuri în cât au fost ele amestecate cu românii, cât lucrurile, întâmplările și faptele unora față de ale altora nu se pot scrie pre înțeles, din mai multe mii de autori, în cursul a treizeci și patru de ani culese. Această operă fiind scrisă sub forma analelor.Această ultimă operă îi poartă numele revistei publicate de liceul ce îi poartă numele.

## În memoria lui George (Gheorghe) Șincai
- Colegiul Național „Gheorghe Șincai” din București îi poartă numele;
- Lucrarea sa, Hronica românilor, a dat numele revistei Colegiului Național „Gheorghe Șincai”, din București, Revista Hronica, înființată în martie 1968, care, de mai bine de 55 de ani, reprezintă atât un simbol al Colegiului, cât și un elogiu adus muncii deosebite ale marelui cărturar Gheorghe Șincai, Revista Hronica fiind un nume important în lumea revistelor școlare;
- Școala din satul Șinca Veche, din județul Brașov, îi poartă numele: Școala Gimnazială „Gheorghe Șincai”;
- În noiembrie 2013, în fața școlii din Șinca Veche, a fost dezvelit un bust de bronz al lui Gheorghe Șincai.
- Multe colegii și licee din România îi poartă numele.
- Satului Șamșond i-a fost atribuit în perioada interbelică numele Șincai
- Școala din localitatea Râciu, județul Mureș, locul unde s-a născut, îi poartă numele.
- Liceul Tehnologic Gheorghe Șincai din Târgu-Mureș îi poartă totodată numele.

### Filatelie
În 1966, la 150 de ani de la moartea lui Gheorghe Șincai, serviciile poștale românești au pus în circulație o marcă poștală cu valoarea nominală de 10 bani, care reprezintă portretul acestuia, în seria Aniversări culturale.

### Numismatică
La data de 26 februarie 2024, Banca Națională a României a pus în circulație, în atenția numismaților, o monedă de argint, cu titlul de 999‰, cu valoarea nominală de 10 lei, cu ocazia sărbătoririi a 170 de ani de la nașterea lui Gheorghe Șincai. Moneda este rotundă, are diametrul de 37 de milimetri, cântărește 31,103 g, cantul este zimțat, întregul tiraj de 5.000 de exemplare fiind de calitate proof.
Pe avers a fost gravată o imagine care reprezintă Catedrala Sfânta Treime din Blaj precum și o parte din Școala de obște, denumirea statului emitent, ROMANIA, în arc de cerc, stema României, valoarea nominală a monedei, 10 LEI și milesimul 2024.
Pe reversul monedei au fost gravate efigia și numele lui GHEORGHE ȘINCAI și anii între care a trăit persoana comemorată: 1754 și 1816.